# Artur Jakubiec
Artur Jakubiec (ur. 3 grudnia 1973 w Wadowicach) – polski szachista i trener szachowy (Developmental Instructor od 2014), arcymistrz od 2002 roku.

## Kariera szachowa

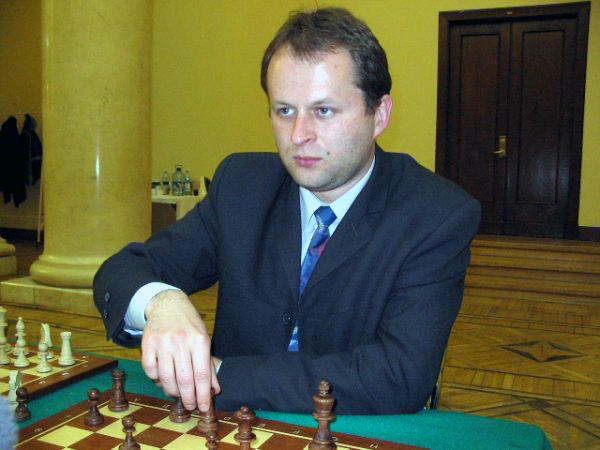
Artur Jakubiec, Warszawa 2004

Jest dwukrotnym mistrzem Polski juniorów: z 1988 (Wrocław, w kategorii do lat 15) oraz 1991 roku (Limanowa, do lat 18). Na przełomie 1988/1989 zajął w Saltsjöbaden IV miejsce na mistrzostwach Europy juniorów do lat 16, natomiast w 1991 był IX na mistrzostwach świata do lat 18 w Guarapuavie w Brazylii. W 1993 r. zadebiutował w finale mistrzostw Polski seniorów. W kolejnych latach w finałach startował wielokrotnie, najlepszy wynik uzyskując w 2004 r. w Warszawie (VI miejsce). W 1995 r. podzielił III miejsce w otwartym turnieju w Litomyšlu. Rok później wygrał w otwartym turnieju w Dobczycach oraz podzielił I-II miejsce w Lázně Bohdancu i zwyciężył w Krakowie (turniej Cracovia, edycja 1996/97). W 1997 r. w kolejnym turnieju międzynarodowym rozegranym w Kecskemét podzielił II-IV miejsce. W 2003 r. zajął II miejsce (za Hannesem Stefanssonem) w Aarhus. W 2005 r. podzielił II miejsce w Ostrawie oraz IV-V miejsce w memoriale Akiby Rubinsteina (turniej open) w Polanicy-Zdroju. W 2006 r. w kolejnym turnieju open w Koszalinie podzielił II-IV miejsce. Na przełomie 2006/2007 roku zwyciężył w otwartym turnieju Cracovia A w Krakowie, a w kolejnej edycji (Cracovia 2007/08) był drugi (za Dariuszem Szoenem). W 2013 r. podzielił I m. (wspólnie z Dariuszem Mikrutem) w Międzynarodowych Mistrzostwach Małopolski.
Najwyższy ranking w karierze osiągnął 1 lipca 2004 r., z wynikiem 2565 zajmował wówczas 6. miejsce wśród polskich szachistów.

## Życie prywatne
Od 2008 r. żonaty z Edytą Jakubiec, polską szachistką.